# 4791 Iphidamas
A 4791 Iphidamas (ideiglenes jelöléssel 1988 PB1) egy kisbolygó a Naprendszerben. Carolyn Shoemaker fedezte fel 1988. augusztus 14-én.